# Juan de Villanueva
Juan de Villanueva (Madrid, 1739. szeptember 15. – Madrid, 1811. augusztus 22.) neves spanyol építész. 
Ventura Rodríguez mellett a spanyol neoklasszicizmus legismertebb építésze.

## Munkássága
Élete során Villanueva jelentős számú épületet tervezett, amelyek közül sok a neoklasszikus építészet ragyogó példája. Fő remekműve a leghíresebb madridi múzeum, a Prado épülete.
Főbb művei:

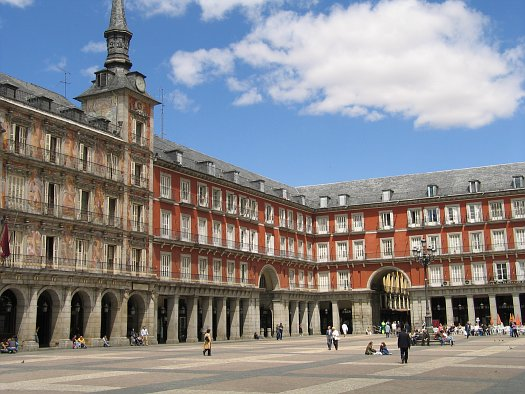
Plaza Mayor, Madrid

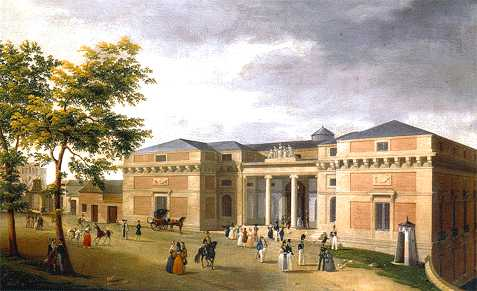
Prado Múzeum, Goya homlokzat

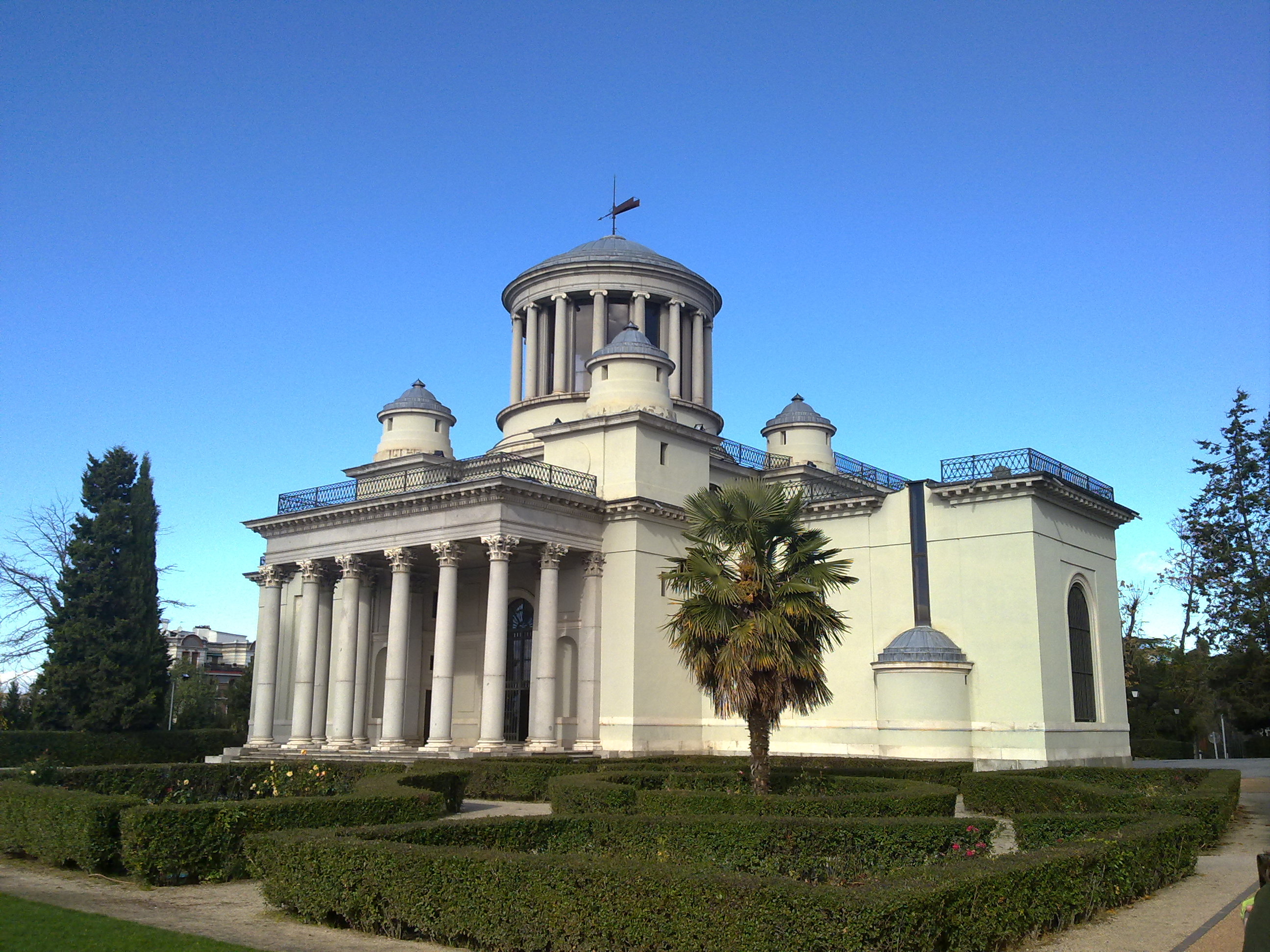
Királyi Csillagvizsgáló, Madrid

- Casita de los Infantes, Aranjuez (1771)
- Casita del Infante, El Escorial (1773)
- Casita del Principe, El Escorial (1773)
- Királyi Botanikus Kert, Madrid (1774-1781)
- Casita del Príncipe, El Pardo (1784)
- Casa de los Oficios, El Escorial (1785)
- Prado Múzeum, Madrid (1785)
- Történelmi Akadémia, Madrid (1788)
- Caballero de Gracia oratóriuma, Madrid (1789)
- Oszlopos homlokzat a Calle Mayorhoz, Madrid (1789)
- Madridi Királyi Obszervatórium (1790)
- A madridi Plaza Mayor rekonstrukciója (1791)
- Teatro Español (Madrid) (1804)
- Északi Köztemető, Madrid (1804)

## Fordítás
- Ez a szócikk részben vagy egészben  a   Juan de Villanueva című angol Wikipédia-szócikk fordításán alapul.  Az eredeti cikk szerkesztőit annak laptörténete sorolja fel. Ez a jelzés csupán a megfogalmazás eredetét és a szerzői jogokat jelzi, nem szolgál a cikkben szereplő információk forrásmegjelöléseként.